# Noblella pygmaea
Espèce
Statut de conservation UICN

 LC  : Préoccupation mineure
Noblella pygmaea est une espèce d'amphibiens de la famille des Craugastoridae.

## Répartition
Cette espèce est endémique de la province de Paucartambo dans la région de Cusco au Pérou. Elle se rencontre entre 3 000 et 3 200 m d'altitude dans la vallée du río Kosñipata.

## Description

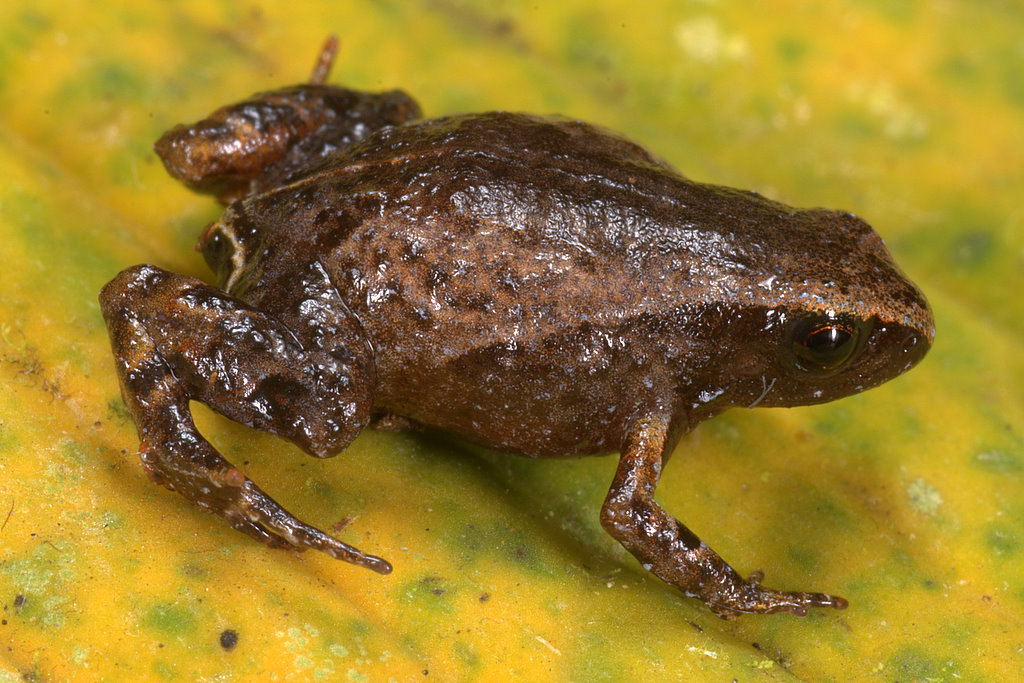
Noblella pygmaea

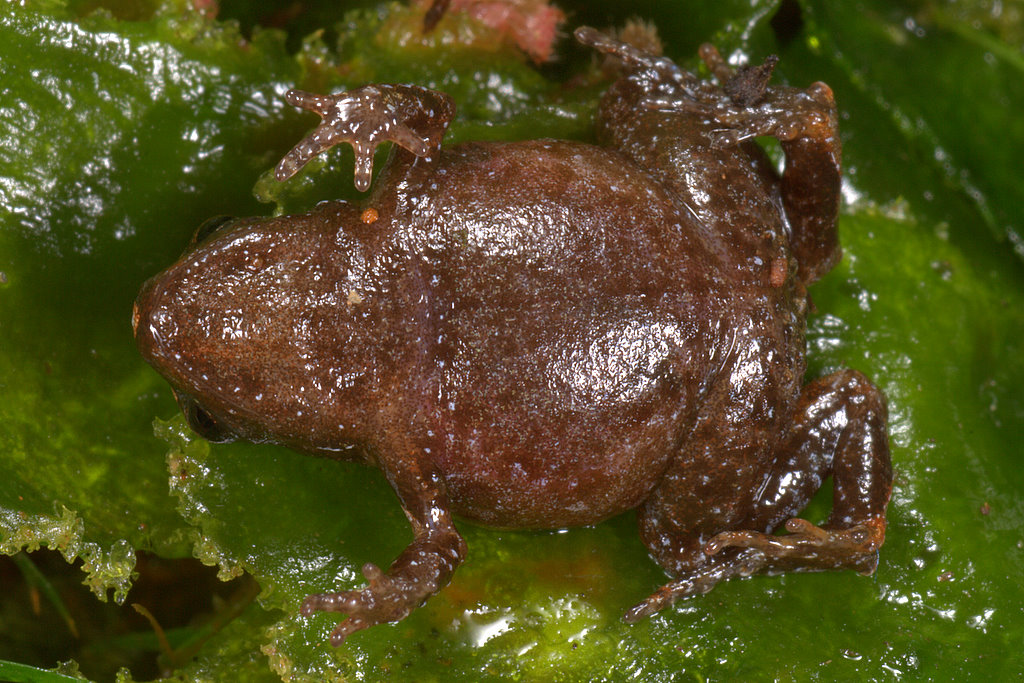
Noblella pygmaea

Le mâle mesure 11,1 mm et la femelle 12,4 mm.

## Publication originale
- Lehr & Catenazzi, 2009 : A new species of minute Noblella (Anura: Strabomantidae) from southern Peru: the smallest frog of the Andes. Copeia, vol. 2009, no 1, p. 148-156.